# Emily M. Danforth
Œuvres principales
- The Miseducation of Cameron Post
- Plain Bad Heroines

Emily M. Danforth, née le 17 janvier 1980 à Miles City dans le Montana, est autrice américaine.

## Biographie
Le  premier roman d'Emily M. Danforth, The Miseducation of Cameron Post, est paru en février 2012. Il raconte l'histoire d'une jeune fille lesbienne envoyée en thérapie de conversion. Il a été adapté en film par Desiree Akhavan, sorti en France sous le titre Come as You Are.
Le roman a été nommé dans la catégorie LGBT Children's/Young Adult Award lors des 25e prix Lambda Literary.

## Œuvres

### Romans
- (en) The Miseducation of Cameron Post, 2012
- (en) Plain Bad Heroines, 2020